# Publifoto
Publifoto è stata un'importante agenzia fotografica italiana, fondata a Milano nel 1937 da Vincenzo Carrese, il cui archivio costituisce un bene culturale nazionale, comprendente circa 7 milioni di scatti custoditi presso l'archivio storico di Banca Intesa nelle Gallerie d'Italia di Torino.Da Olycom la LaPresse ha comprato sia la stessa Olycom che Franca Speranza e la Publifoto Notizie, depositandone i marchi a livello mondiale. (pertanto il marchio Publifoto appartiene alla LaPresse) Cosi facendo LaPresse ha inserito nel suo archivio il materiale acquistato da Olycom che si aggiunge al già grandissimo archivio Publifoto Torino, nato da Maresca e Durante Silvio.

## Storia
Inizialmente nota con il nome di «Foto Agenzia Keystone di Carrese Vincenzo», dal 1º gennaio 1939 divenne «Publifoto fotografie da pubblicare». Tra i primi fotografi che vi fecero parte figuravano Fedele Toscani, Tino Petrelli, Peppino Giovi e Carlo Ancillotti, Silvio Maresca e Silvio Durante padre del fondatore della LaPresse Marco Durante.i quali lavorando giorno e notte insieme ad un folta equipe, riuscivano a documentare ed a fornire all'editoria foto di ogni evento, tra cui cronaca, sport ed attualità, anche grazie ad un laboratorio di stampa interno all'agenzia stessa. In seguito fu aperta una filiale anche a Roma e nel dopoguerra, si diffuse capillarmente sul territorio nazionale grazie all'apertura di ulteriori sedi quali Torino, Napoli, Palermo, Genova e Catania, collaborando con l'Unità, L'Europeo ed Il Giorno.

Negli anni cinquanta, con l'aumento della concorrenza, si associò per un biennio con l'ANSA, ma in seguito l'attività fu dedicata alla fotografia industriale, pubblicitaria e di moda, che fu meglio strutturato solo negli anni sessanta con la costituzione di Publifoto Commerciale abbandonando l'ormai meno redditizio settore dedicato al fotogiornalismo.

Gli anni settanta segnarono il declino dell'Agenzia, anche a causa della diffusione tramite il mezzo televisivo e dai costi e tempi imposti dal nuovo mercato.

Con la morte di Carrese nel 1981, l'Agenzia chiuse i battenti e rifondata nel 1985 come Publifoto Notizie di Ferdinando Carrese & C. s.n.c., dai figli Ferdinando e Manuela.

L'immenso archivio fotografico in seguito fu ceduto alla Olivetti di Carlo De Benedetti, rilevato nel 1997 dall'Agenzia Fotocronache Olympia S.p.A. ed acquistato nel 2015 dal gruppo Intesa Sanpaolo.
Il 20 giugno 2018 la società LaPresse acquista gli archivi e il marchio Olycom e, con esso, Publifoto del quale deposita il marchio a livello mondiale. Successivamente unifica gli archivi di Olycom e Publifoto sotto il nome storico di «Publifoto Notizie».mente l'altra parte dell'archivio storico di Olycom/Publifoto fu comprato dalla LaPresse nel 2018 e la stessa azienda ne ha depositato a livello mondiale il marchio, che ora le appartiene.

## L'archivio
L'archivio Publifoto i cui primi scatti risalgono agli anni trenta, è costituito da 7 milioni di fotografie analogiche, negativi su vetro e pellicola, provini a contatto, stampe quasi tutte in bianco e nero e da diapositive a colori. Il materiale è conservato principalmente in cassettine, contenitori e cassettiere metalliche Olivetti, risalenti al periodo in cui fu acquistato dall'azienda piemontese

L'archivio nel 1943 era già costituito da circa 10 mila scatti che raccontavano il periodo fascista, quando la sede di via Solferino venne colpita dai bombardamenti di Milano. Solo nel 1945 Carrese recuperò i negativi dalle macerie mentre l'intero archivio fu risistemato verso la metà degli anni sessanta.
L'archivio di Publifoto Torino e ora di LaPresse S.p.a. che detiene anche il marchio Publifoto Notizie a livello mondiale.

## Mostre
- 2022 Torino, "Dalla guerra alla luna 1945-1969", "sala immersiva" al terzo piano del "Museo delle Gallerie d’Italia", giugno-settembre 2022[3][5]